# Ізим'є
Ізим'є (хорв. Izimje) — населений пункт у Хорватії, у Загребській жупанії у складі міста Ястребарсько.

## Населення
Населення за даними перепису 2011 року становило 221 осіб.
Динаміка чисельності населення поселення:

## Клімат
Середня річна температура становить 10,43 °C, середня максимальна – 24,82 °C, а середня мінімальна – -6,52 °C. Середня річна кількість опадів – 1008 мм.
| Клімат поселення                              | Клімат поселення | Клімат поселення | Клімат поселення | Клімат поселення | Клімат поселення | Клімат поселення | Клімат поселення | Клімат поселення | Клімат поселення | Клімат поселення | Клімат поселення | Клімат поселення | Клімат поселення |
| Показник                                      | Січ.             | Лют.             | Бер.             | Квіт.            | Трав.            | Черв.            | Лип.             | Серп.            | Вер.             | Жовт.            | Лист.            | Груд.            |                  |
| Середній максимум, °C                         | 6,24             | 8,39             | 12,71            | 17,09            | 21,81            | 24,82            | 24,46            | 23,83            | 20,02            | 14,77            | 9,08             | 5,08             |                  |
| Середня температура, °C                       | −0,14            | 2,01             | 6,33             | 10,71            | 15,42            | 18,45            | 20,31            | 19,69            | 15,87            | 10,62            | 4,91             | 0,93             |                  |
| Середній мінімум, °C                          | −6,52            | −4,36            | −0,04            | 4,34             | 9,04             | 12,07            | 16,17            | 15,54            | 11,73            | 6,47             | 0,78             | −3,2             |                  |
| Норма опадів, мм                              | 55               | 54               | 68               | 76               | 83               | 107              | 96               | 97               | 99               | 98               | 100              | 75               |                  |
| Середньомісячна швидкість вітру, м/с          | 1.52             | 1.70             | 2.10             | 2.00             | 1.90             | 1.70             | 1.70             | 1.50             | 1.47             | 1.50             | 1.60             | 1.59             |                  |
| Середньомісячна сонячна радіація, кДж/м²·день | 4145             | 6836             | 10432            | 14912            | 19073            | 20853            | 21817            | 18882            | 13941            | 8665             | 4518             | 3319             |                  |
| --------------------------------------------- | ---------------- | ---------------- | ---------------- | ---------------- | ---------------- | ---------------- | ---------------- | ---------------- | ---------------- | ---------------- | ---------------- | ---------------- | ---------------- |
| Джерело:                                      |                  |                  |                  |                  |                  |                  |                  |                  |                  |                  |                  |                  |                  |